# 25 millió fontos váltságdíj
A 25 millió fontos váltságdíj (eredeti cím: Ffolkes, illetve North Sea Hijack) 1980-ban bemutatott brit akciófilm, amit Andrew V. MacLaglen rendezett Roger Moore, Anthony Perkins, James Mason és Michael Parks főszereplésével.
Magyarországi bemutató: 1981. augusztus 13.
A történet egy túszmentő akcióról szól, amikor egy szállítóhajót egy bűnöző banda vesz az irányítása alá 25 millió angol font váltságdíjat követelve 24 órán belül, vagy felrobbantják a hajót és az olajfúrótornyot, 600 emberrel a fedélzetén.

## Cselekmény
Az agyafúrt Rufus Excalibur Ffolkes (Roger Moore) gyakorlati edzést tart az embereinek, hogy búvárkodással járó akciókat pontosan hajtsanak végre. A Lloyd's biztosító cég őt kéri fel, hogy az Északi-tengeren dolgozzon ki egy biztonsági ellen-akciót, arra az esetre, ha az olajfúrótornyokat és az ott dolgozókat megtámadnák.
Norvégiában rakodást végeznek az Esther nevű ellátóhajóra, közben megérkezik pár ember újságírónak kiadva magukat. Olafsen kapitány fogadja őket. Mr. Herring vezeti fel a társaságot a hajóra és mindenkit illedelmesen bemutat a kapitánynak. Lou Kramer (Anthony Perkins), Harold Schulman, Art Webb, Robert F. Ackermann, Eiji Tanaka és Saburo Yakamoto különböző újságok képviseletében mutatkoznak be. Miután végeztek a berakodással, a hajó útnak indul és a csapat a kantinból felvonul a kapitányi hídra. Ezután nem sokkal Kramer és Harold egy-egy pisztolyt vesz elő, és átveszik a hajó parancsnokságát. Az első tiszt próbál kirántani egy pisztolyt, de Art lelövi őt. Holttestét a legénységgel vízbe dobatják.
Harold elővesz egy kapcsoló szerkezetet, amiről kiderül, hogy az bombákat aktiváló szerkezet. Miután megérkeznek a Ruth nevű olajfúrótoronyhoz kirakodni, kiadja a feladatot Saburo és Eiji számára, hogy a Ruth nevű olajfúrótorony lábára helyezzenek el a víz alatt két aknát, ami kapcsolatban áll a szerkezettel.
A hajó újabb 2 óra múlva megérkezik a 2 milliárd dollárból felépített, Jennifer nevű olajkitermelőhöz, aminek lábaira négy aknát szerelnek fel. A rakodás után a hajóról felhívják a Jennifer igazgatóját, Mr Kinget, hogy közöljék vele követelésüket, miszerint a brit kormány fizessen 25 millió font értékben váltságdíjat. Ezt öt különböző pénznemben követelik: angol font, japán jen, német márka, amerikai dollár és svájci frank. Követelésük teljesítésére 24 órát adnak, azaz másnap este 9 órára át kellene adni a pénzt. Ha időre nem kapják meg a pénzt, felrobbantják a Ruth-ot. Ezután még kapnak még 4 óra haladékot és ha hajnali 1 órára sem érkezik meg az összeg, akkor a Jennifer-t is felrobbantják.
Mr King értesíti a Lord-pecsétőr irodáját és a távozni készülő Mr. Tipping a hírt átadja a minisztérium számára. A minisztérium azonnal összeül, hogy megtárgyalják a probléma megoldási lehetőségeit és fontolóra veszik, hogy esetleg fizetnének. A miniszterelnök asszony elrendeli a teljes hírzárlatot és a Ruth azonnali, titkos kiürítését. Eközben a legénység a kantinban raboskodik és közéjük került a folyton rosszul lévő Herring is. A legénység azon tanakodik, hogyan állíthatnák meg az elkövetőket és eltervezik, hogy megmérgezik a bűnözőket. Tudják, hogy a betegszobában van kolhicin a méregszekrényben, amihez csak a kapitánynak van kulcsa.
Másnap reggel a minisztériumban videó felvételen keresztül tekintik meg Ffolkes embereinek gyakorlását és úgy határoznak, hogy őt bízzák meg ezzel az üggyel, egyedül Sir Francis Brimsden admirális (James Mason) nincs meggyőzve, de végül belemegy az elképzelésbe.
Ffolkes javában gyakorolja a mentőakciót az embereivel egy állványon, ami az Esther-re hasonlít. FFolkes jellemzően tisztán issza a skót whisky-t, imádja a macskákat és nem kedveli a nőket. Ffolkes tervei szerint az admirálissal együtt elutaznak a Jennifer-re, mint az admirális és az ő szárnysegéde. Nem sokkal később egy helyen találkozik Ffolkes, Brimsden admirális és Mr. Tipping, akik helikopterrel szállnak fel. Mr King értesíti Kramert, hogy az admirális érkezik a Jennifer-re, hogy ő intézkedjen a pénz megérkezésével kapcsolatban. Kramer nehezen, de megengedi, hogy a helikopter leszálljon.
Közben vihar támad és ezért változtatni kell a hajó pozícióján. A kapitány lemegy az egyik emberéért és közben a legénység egyetlen női tagja, Sanna kéri a kapitánytól a méregszekrény kulcsát, de az nem válaszol.
Eközben a helikopter megérkezik a Jennifer-re és King értesíti a bandát, hogy megérkeztek. Olafsen kapitány közben úgy tesz, mintha a pipáját keresné és leküldi a legénység egyik tagját érte, így az megszerzi a méregszekrény kulcsát.
Egy órával később az admirális felveszi a kapcsolatot Kramerrel és engedélyt kér arra, hogy a helikopter visszarepüljön a pénzért és tájékoztatja, nem valószínű, hogy időre megérkezik a pénz, legkorábban 10-re gyűlik össze és legkorábban 11-re érkezhet meg.
Ffolkes-nak támad egy ötlete, hogy egy robbanással keltsék azt a látszatot, hogy a Ruth felrobbant és így nem valószínű, hogy a terroristák is megpróbálják.
A hajón közeleg a vacsoraidő és úgy tervezi a legénység, hogy a mérget a kávéba öntik és ezzel megölik őket. Az egyik tag levitte a kantinba a kulcsot és kisebb megbeszélés után Mr. Herring vállalja, hogy elmegy a méregért. Egy rövid ideig azt gondolják, milyen bátor ember ő, de hamar rájönnek, hogy csak keresztülhúzná a tervüket. Így a legénység két tagja észrevétlenül elkapja Herringet, megkötözi és bezárja a szekrénybe. Egyikőjük elmegy a méregszekrényhez és meg is találja a kolhicint. Közben az ajtórésen észreveszi Kramer, de nem szól semmit és elmegy. Sanna és a legénység egyik férfi tagja felviszi a vacsorát a kávéval, nem tudják, hogy lebuktak. Kramer udvariasan meg akarja őket kínálni, hogy megigyák, utána már erőszakosan kéri. Ezután dulakodni kezdenek, Sanna kimenekül a hídról, a társát azonban itatják a mérgezett kávéval, őt később a vízbe dobják. Sanna elrejtőzik, hogy azt hiszik, ő is a vízbe zuhant.
Eközben a Jennifer-en folyamatosan terveznek, mire kap az admirális egy kódolt üzenetet, amiből Ffolkes megfejti, hogy Ruth színlelt robbanását egy órával korábban azaz pontosan este 8 órakor hajtják végre. Felhívják az Esther-t, hogy az összeg nem érkezik meg 11 óránál hamarabb és közben az admirális lefoglalja Kramert a vonalban. Bekövetkezik a Ruth irányából a hatalmas robbanás és a hajóról ijedten hiszik el azt, hogy Ruth tényleg felrobbant, mert valaki babrálta az aknákat és ügyetlen volt.
Később Ffolkes egy egyszerű feladatra tanítja meg az admirálist, kínálja meg cigarettával Kramert és „ejtse ki” a dobozból, majd hajoljon le érte. Így ő közben le tudja lőni a bandavezért, közben az egyik embere bedob két kábító gránátot és mire az admirális felébred, addigra a bűnbanda vagy halott, vagy teljesen harcképtelen lesz. Ezt majdnem az utolsó pillanatban, 0:40-kor kell végrehajtaniuk. Közben a bandatagok megtalálják a megkötözött Herringet, aki szólni akart a mérgezésről.
Közben az admirális pont 9-kor (lefoglalás érdekében, nehogy megnyomja a gombot) értesíti a bandát, hogy a pénzt pontosan 0:40-kor szállítják oda és helikopterről dobják el. Kramer ezt tudomásul veszi, de azt követeli, hogy pontosan 11-re menjen át a hajóra az admirális, Ffolkes és Mr King, mert az gyanítja, hogy a helikopterről egy bombát dobnának le. Még az indulás előtt Ffolkes megkéri a titkárnőt, hogy pontosan 0:32-kor kérjen életjelet az admirálisékról mert különben nem fogják őket kifizetni. Ffolkes garantálja, hogy visszatérnek, ugyanis egy kis pisztolyt rejt el a sapkájában. A helikopter átszállítja őket a hajóra és Art meg is motozza őket. azonban Ffolkes nagyon gyanúsnak tűnik Kramer számára méghozzá annyira, hogy őt visszaküldni a kitermelőre.
Közben Herring is el akar menni, mert számára ez már elviselhetetlen és inkább lemondana a saját részéről. Kramer látszólag elengedi, de mikor a helikopter felszáll, Herringet lelövik. Mire Ffolkes visszaér, a minisztérium telefonál, hogy érdeklődjenek az akcióról. Ffolkes a miniszterelnökkel közli, ha nem válik be a számítása, az Esther-t fel kell robbantani a rajta lévő emberekkel együtt. A miniszterelnök asszony hezitál először, de végül belemegy. A terv szerint a helikopternek pontosan 0:40-kor kell megérkeznie a hajóhoz és ha 0:41-kor Ffolkes jelt ad a jelzőpisztollyal, akkor az akció sikeres volt. Ha nem jön semmi jel, akkor a bombát le kell dobni. Ffolkes még kér egy búvárruhát és egy szigonypuskát. Itt elmeséli Mr Tippingnek, hogy születése óta öt nővérével egy hajadon nagynénje nevelte és a feleségének is volt öt férjezetlen lánytestvére és ezért azt gondolja, hogy a macskák magasabb rendűek. Ezért írt egy végrendeletet, hogy mindent a macskáira hagy, amit Mr Tippinggel alá is irat.
Nem sokkal ezután Ffolkes felszereléssel átúszik észrevétlenül az Esther-re és nem sokkal ezután megérkeznek az emberei, akiket korábban kiképzett. Egyik komolyabb malőr, hogy ez egyik embere, Harris (nála voltak a kábító gránátok) nem sejti, hogy a piros buvárruhában éppen a kiképzőjük van, azt hiszi, hogy ő az egyik bandatag és megtámadja. Ffolkes kis dulakodás után a vízbe dobja. Közben rátalál Sannára, aki a mérgezés óta kint fagyoskodott. Ffolkes ad neki egy pisztolyt, hogy ha valaki jön, akkor üsse le, de ne lőjön. Közben Ffolkes emberei sorra szúrják le szigonnyal a bandatagokat és már csak a kapitányi híd maradt hátra. Az admirális figyeli az időt és pontosan 0:40-kor érkezik a helikopter és jön a cigarettás akció. Miközben az admirális lehajol a cigarettáért, Kramer állva marad és így Ffolkes őt hasba lövi a nyugtató lövedékkel. Harold megpróbál hozzáférni a kapcsolókhoz, ezért még belelelőnek egy nyugtató lövedéket. Ffolkes ezután kirohan a helikopterhez, ami készen állt a bomba ledobására és éppen mikor ledobták volna a bombát, Ffolkes jelzett fénygránáttal, és így a bomba a hajó mellett zuhan a vízbe, ahol felrobban. Ffolkes értesíti a Jennifer titkárnőjét, hogy az akció sikeres volt. A legénységet kiszabadították és Ffolkes levitte Sannát (akit végig fiúnak nézett a vékony alkata miatt), hogy vegyen egy forró zuhanyt. Mikor letusolta hátul és megfordítja, akkor jön rá, hogy ő lány és megköszöni neki a közreműködést.
A félig lebénult Kramer az ülésben kísérletet tesz arra, hogy bekapcsolja a bombát, a keze majdnem a kapcsolóhoz ér, mikor Ffolkes a kezét elrántja, a kábeleket kihúzza, így hatástalanítva a rendszert.
A film utolsó jelenetében a szárazföldön járunk, mikor a miniszterelnök asszony és az admirális ünnepélyes keretek között kitünteti Ffolkest. Azonban úgy értesültek, hogy ő nem tartja sokra kitüntetéseket, ezért számára sokkal értékesebb ajándékkal hálálják meg Ffolkes kitűnő munkáját. Díszdobozban adnak át neki három fehér kölyökcicát, Esther-t, Ruth-ot és Jennifer-t.

## Fogadtatás
A kritikusok a filmet igen vegyesen fogadták, a mozipénztáraknál pedig megbukott. A Guardian szerint egy szórakoztató film. A Los Angeles Times is pozitívan nyilatkozott a filmről. A Sneak Previews az 1980-as év egyik legpocsékabb filmjének ítélte meg. Sok nézőnek csalódást okozott, miszerint a plakát egy akciódús filmet ígért, de nem azt kapták egyes nézők, amit vártak. A Rotten Tomatoes oldalon jelenleg 33%-os értékelésen áll 6 szavazat alapján. Az IMDb-n 6,3 pontja van a lehetséges tízből 4450 szavazat alapján, a port.hu-n pedig 8,1 ponton áll a tízből, 47 szavazat alapján.

## Főbb szereplők
- Rufus Excalibur Ffolkes: Roger Moore (Láng József)
- Sir Francis admirális: James Mason (Kun Vilmos)
- Lou Kramer: Anthony Perkins (Dörner György)
- Harold Schulman: Michael Parks (Sörös Sándor)
- Mr King: David Hedison (Szersén Gyula)
- Mr Tipping: Jeremy Clyde (Dunai Tamás)
- Olafsen kapitány: Jack Watson (Surányi Imre)

## Érdekességek
- Roger Moore és Anthony Perkins teljesen más szerepeket vállaltak el a tőlük korábban megszokottól. Perkins szinte csak a horrorfilmekben szerepelt (például a Psychóban), de akciófilmekben nemigen. Roger Moore pedig főleg James Bond alakításáról ismert, ahol egy nőcsábász, jó kedélyű hős volt. Itt a filmben egy macskaimádó, iszákos, mogorva, szakállas, nőgyűlölő, agyafúrt különcöt alakít.
- 1992-ben készült egy hasonló tematikájú amerikai akciófilm Úszó erőd néven Steven Seagal főszereplésével.
- A film több címmel is megjelent. A Ffolkes cím mellett még North Sea Hijack néven is ismert az Egyesült Királyságban, az USA-ban pedig Assault Force címmel mutatták be.